# Victor Demanet
Victor Joseph Ghislain Demanet, né à Givet le 3 février 1895 et mort à Ixelles le 7 février 1964, est un sculpteur et médailleur belge.

## Biographie

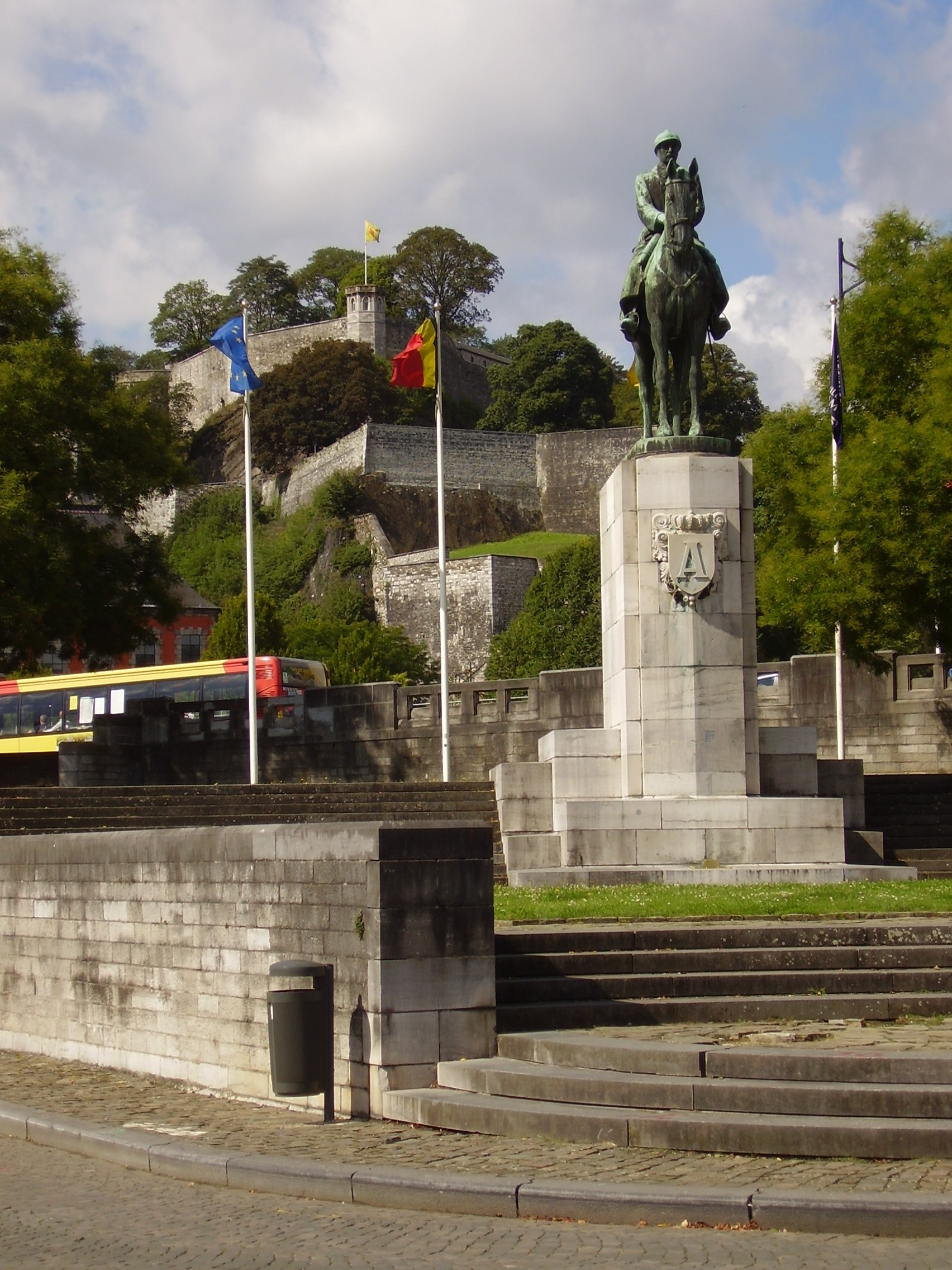
Monument à Albert Ier, Namur.

Élève de Désiré Hubin, membre du Salon des artistes français, Victor Demanet y obtient en 1925 une mention honorable et y expose en 1929 le plâtre Sa majesté le roi Léopold II, statue érigée à Namur, à Arlon, statue d'Albert Ier.
Il remporte une médaille de bronze au Salon de 1935.

## Œuvres
- 1931 - Auguste Piccard - buste en bronze - Université libre de Bruxelles - Archives, patrimoine, réserve précieuse
- 1933 - Max Cosyns' - buste en bronze - Université libre de Bruxelles - Archives, patrimoine, réserve précieuse
- 1938 - Godefroid de Bouillon -sculpture - ville de Bouillon, à droite de l'entrée du château
- 1938 - Saint-Arnould - sculpture - ville de Bouillon au début du sentier Hunin